# Стефан Урош IV Душан
Сте́фан У́рош IV Ду́шан (серб. Стефан Урош IV Душан), известен также как Душан Сильный (серб. Душан Силни) — сербский король (серб. краљ) (с 1331 года) из рода Неманичей, с 1346 года — царь сербов и греков (до смерти в 1355 году), создатель Сербского царства. 
В ходе ряда успешных войн под его руководством Сербское царство превратилось в самую сильную державу региона, включив в свой состав значительную часть Балканского полуострова и составив реальную конкуренцию Византийской империи. В правление царя Стефана в стране была проведена кодификация сербского права (в частности, был создан «Законник» — свод юридических норм средневековой Сербии), получила распространение византийская культура.

## Юность и восшествие на престол

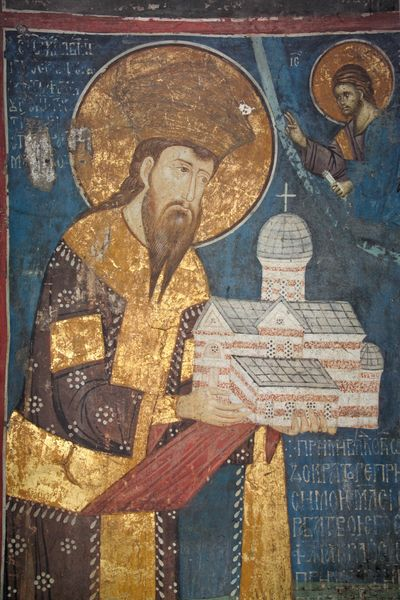
Стефан Дечанский, отец Стефана Душана. Фреска.

Стефан родился в 1308 году в семье Стефана Уроша, сына короля Сербии Милутина, и его супруги Феодоры, дочери болгарского царя Смилеца. В том же году отец Душана поднял восстание против своего отца, однако потерпел поражение, был ослеплён и отправлен в изгнание в Константинополь. В византийской столице Стефан прожил до 1320 года, когда его отцу было позволено вернуться.
Вскоре после этого (29 октября 1321 года) умер дед Душана, и на сербский престол, победив нескольких претендентов, взошёл его отец, Стефан Урош III. Стефан Душан получил титул «молодой король», став наследником престола. В последующие годы Душану удалось достичь ряда успехов на воинском поприще: так, в 1329 году войска под его командованием разбили силы боснийского бана Степана Котроманича (которого поддерживал венгерский король Карл Роберт), а в 1330 году наследник престола принял участие в битве у города Велбужда, закончившейся поражением войск болгарского царя Михаила Шишмана, при этом находившиеся под его командованием западные наёмники сыграли решающую роль в разгроме болгар. Михаил Шишман погиб в этой битве, и на престол Болгарии был возведён малолетний сын Михаила от первого брака, Иван Стефан, за которого правила мать — Анна Неда, сестра Стефана Душана.
В 1331 году произошло резкое ухудшение отношений «молодого короля» Стефана Душана с отцом. С января между их войсками начались вооружённые столкновения, проходившие в основном в районе Зеты, близ города Скадара, недалеко от резиденции наследника престола. В апреле стороны заключили недолгое перемирие. Посредниками в последовавших затем переговорах были правители Дубровника. Однако уже в конце августа 1331 года войска Душана начали осаду королевского дворца в Неродимле, так как вельможи из окружения «молодого короля» не переставали подстрекать его к восстанию против отца. Вскоре Стефан Урош III попал в плен. 11 ноября того же года бывший король, заточённый к тому времени в замок Звечан, погиб при неясных обстоятельствах. 8 сентября 1331 года Стефан Душан короновался как король Сербии.
Распря между отцом и сыном негативно сказалась на внешнеполитическом положении Сербии: боснийский бан Степан Котроманич вновь захватил земли в долине Неретвы, а в Болгарии произошёл переворот, в результате которого племянник Стефана Душана, Иван Стефан, лишился трона; новым царём Болгарии стал племянник Михаила Шишмана, Иван Александр. Неспокойно было и внутри королевства: в Зете произошёл мятеж знати под предводительством воеводы Богоя.

## Внешняя политика

### Первый этап наступления на Византию
Вскоре после утверждения на троне Душан приступил к урегулированию отношений с соседями. Вероятно, в конце июля 1332 года он женился на сестре нового болгарского царя Ивана Александра, Елене. Заключённый таким образом союз надолго обеспечил восточные рубежи Сербии. На границе с Боснией ситуация также приобрела стабильность; хотя Хум и долина Неретвы остались в руках боснийского бана, между сторонами было заключено перемирие. Отношения с Дубровником также были в основном урегулированы; Сербия за разовую выплату 8000 перперов и ежегодную дань в 500 перперов уступила республике полуостров Пелешац и город Стон.
Обеспечив, таким образом, относительный мир на западной и восточной границах Сербии, король обеспечил себе возможность вплотную заняться южным направлением, где располагались обширные и богатые земли, принадлежавшие Византийской империи. В 1333 году Стефан Душан объявил войну императору Андронику III; сербские войска, выйдя к реке Струме, овладели Струмицей. В конце того же года Душан вошёл в союз со сбежавшим от Андроника византийским вельможей Сиргианом Палеологом, и при его поддержке, захватив Македонию, приступил к осаде Фессалоник; однако смерть Сиргиана от руки подосланного убийцы расстроила все дальнейшие планы. 26 августа 1334 года Стефан Душан и Андроник III заключили мир. Согласно его условиям, сербы очищали Македонию, однако удерживали за собой Струмицу, а также Прилеп и Охрид; кроме того, византийцы выделяли сербскому королю вспомогательный отряд для ведения войны против Венгрии. Хорошие отношения с Византией сохранились до самой смерти Андроника III; так, в 1336 году Стефан Душан даже встретился с императором где-то в Сербии, причём, по свидетельству очевидца, выказал «большую рассудительность и скромность, держался перед императором как перед господином».
Около 1334—1337 года Стефан Душан вёл какие-то боевые действия против венгерского короля Карла Роберта и его вассала, боснийского бана Степана Котроманича. Смутные свидетельства не позволяют восстановить хронику событий, однако ясно, что венгры вторглись в Северную Сербию со стороны принадлежавших Венгрии городов на южном берегу реки Савы и Дуная — Мачвы, Белграда, Голубаца. Действия боснийцев южнее были не слишком удачны — во всяком случае, известно, что ряд вельмож Хума и Невесиня в 1336—1337 годах признавали власть Душана.

### Война с Византией и провозглашение Сербского царства

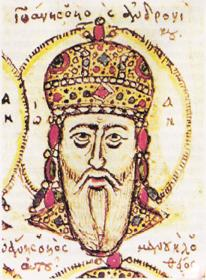
Иоанн V Палеолог. Миниатюра.

15 июня 1341 года византийский император Андроник III умер. Наследником был объявлен его несовершеннолетний сын, Иоанн V, а фактическими правителями страны стали мать нового императора, Анна Савойская, и сподвижник Андроника III, полководец Иоанн Кантакузин. В короткий срок отношения между регентами обострились до предела, и в октябре 1341 года Иоанн Кантакузин, бежавший к тому времени из Константинополя, при поддержке провинциальной знати объявил себя императором. В Византии началась гражданская война.
Тем временем силы Стефана Душана начали продвижение на византийские земли. С июня по октябрь сербские войска, ведя боевые действия, достигли окрестностей Афона. Впрочем, не всё было гладко: ещё в 1340 году на сторону византийцев вместе со своими владениями перешёл видный сербский вельможа Хреля; фактически, он оказался главой независимого княжества, занимавшего юго-восточную часть Македонии (с центром в городе Струмице). В этой сложной обстановке Иоанн Кантакузин, частично растерявший поддержку сторонников, обратился за помощью сначала к Хреле, а потом — к Стефану Душану. В середине 1342 года стороны заключили военный союз и продолжили боевые действия. Сербские войска добились значительных успехов в Албании и Македонии, а Иоанн Кантакузин сумел установить свою власть в Фессалии, аристократия которой признала его императором. Тем не менее, уже к 1343 году союз Душана и Иоанна Кантакузина распался; Стефан начал переговоры с константинопольским двором. В сентябре 1343 года пятилетний сын Стефана, Урош, сочетался браком с сестрой императора Иоанна. Таким образом, сближение с Константинополем позволило легитимизировать захват территории сербами, а улучшение отношений с императорским двором давало основания к кардинальному пересмотру статуса Сербского государства.
В 1344 году войска Стефана Душана вступили в открытое противоборство с призванными Иоанном Кантакузином на помощь силами Умур-бея, правителя Смирны. Во второй половине мая один из сербских отрядов (командовал которым воевода Прелюб) потерпел поражение в битве при Стефаниане (к востоку от Серр). Эта неудача, тем не менее, не остановила продвижение сербов в Македонии: к осени 1345 года в руках Стефана Душана оказались, среди прочего, Серры и полуостров Халкидики с Афоном.
Успешные завоевания дали Стефану Душану основания для повышения своего внешнеполитического статуса, что отразилось в изменении титулатуры. С 1343 года, помимо именования себя королём сербских и поморских земель, Стефан начинает использовать титул «честник грекам». Следующим шагом стало включение греческих земель в официальный титул; в октябре 1345 года он звучал как «краль и самодержец Сербии и Романии», и, наконец, с конца 1345 года Стефан стал именоваться «богоравным» царём «Сербов и Греков».

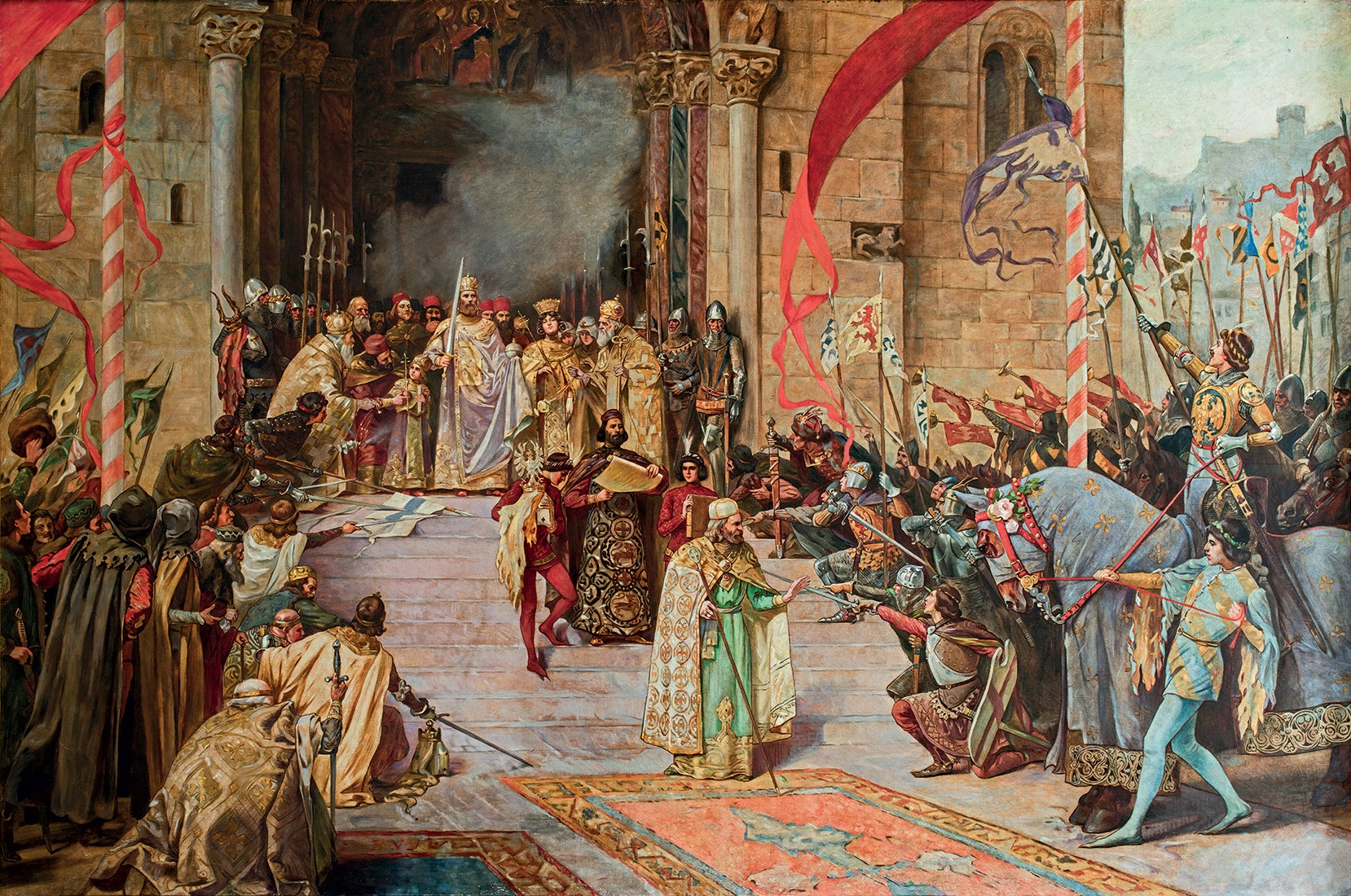
«Коронация царя Душана», картина Паи Йовановича

16 апреля 1346 года (на Пасху) Стефан Душан был коронован как «царь Сербов и Греков» (в греческих текстах — «василевс Сербии и Романии»; оба этих слова означали императорский титул). Коронацию совершил Иоанникий II, за несколько дней до того избранный патриархом Сербским; на церемонии присутствовал и болгарский патриарх Симеон. Впрочем, новый титул не был признан большинством соседей Сербии (Византией в том числе); царём Душана именовали только представители Венеции и Дубровника. Сам Душан, однако, признавал за византийским императором главенство — хотя бы теоретическое; так, в том же 1346 году на переговорах с представителями монастырей Афона он дал согласие на то, что его имя будет поминаться в молитвах лишь после имени императора Византии.

### Внешняя политика Сербского царства

Сербское царство к концу правления Стефана Душана. Красным пунктиром обозначены современные границы Сербии.

В начале 1347 года отношения с Византией, казалось, наладившиеся, вновь кардинально изменились. Иоанн VI Кантакузин вошёл в Константинополь, став фактическим правителем Империи; новая византийская власть продолжила курс на конфронтацию. В этих условиях войска Стефана Душана развернули наступление на юг, в остававшиеся ещё под византийским контролем Эпир, Фессалию и Акарнанию, и к концу 1348 года заняли эти земли, оставив, таким образом, под контролем Константинополя лишь Фракию.
Однако завоевание ещё остававшихся под властью Византии земель было невозможно одними только сухопутными силами, а флотом Сербия не обладала. В 1350 году Стефан предложил Венеции антивизантийский союз — с целью овладения Константинополем — однако потерпел неудачу: республика не была заинтересована в дальнейшем усилении Сербского царства, и переговоры окончились вежливым отказом венецианцев. К этому же времени относится обострение обстановки на северных границах Душанова царства: после истечения срока перемирия боснийский бан отказался возвращать спорные территории, начал строительство крепости в устье Неретвы и совершил несколько походов на принадлежавшие Сербии области. В октябре 1350 года Стефан Душан выступил в поход против Боснии.
Боевые действия против бана Стефана Котроманича были достаточно удачны: сербские силы сумели взять ряд крепостей, и, пройдя долину Неретвы, продолжили продвижение вдоль побережья Адриатики. В середине октября прибытие войск Душана ожидалось уже в городах Шибенике и Трогире, однако обстановка вновь изменилась: воспользовавшись отсутствием Стефана, активизировались византийцы. Установив связь со своими сторонниками на недавно потерянных землях и призвав на помощь турок, Иоанн Кантакузин развернул наступление на Фессалию. В этой связи Душан был вынужден покинуть Хорватию и Боснию, и направить свои силы на юг. Результатом таких действий стала потеря всего, что было отбито у боснийцев; закрепиться на этих территориях сербам не удалось. Впрочем, Македонию удалось отстоять от византийцев.
Через некоторое время в Константинополе вновь разгорелась гражданская война между Иоанном VI Кантакузином и императором Иоанном V Палеологом. Стефан Душан поддержал молодого императора; на стороне Кантакузина выступили турки. В 1352 году сербский отряд был разбит османами в битве при Димотике. Неудачи заставили Душана искать союзников; в 1354 году он даже предложил папе римскому организовать крестовый поход против турок (себя Душан в этом походе видел «капитаном христиан»), однако из этой затеи ничего не вышло. Турки тем временем закрепились в городе Галлиполи, ставшем первым опорным пунктом османов в Европе.
В том же 1354 году вновь осложнилась обстановка на северных границах Душанова царства. На этот раз боевые действия начал король Венгрии Людовик I. Венгерские войска попытались развить наступление со стороны Белграда на центр горных разработок Рудник; навстречу им выдвинулись сербское войско. Однако эпидемия в венгерской армии (от которой умер, среди прочих, и брат короля) остановила войну; венгры вернулись домой. Вскоре в Константинополе был свергнут (и через некоторое время пострижен в монахи) Иоанн Кантакузин. Единоличным императором Византии стал Иоанн Палеолог, союзник Душана, и вплоть до смерти (1355) Стефана отношения с Константинополем оставались ровными.

## Внутренняя политика

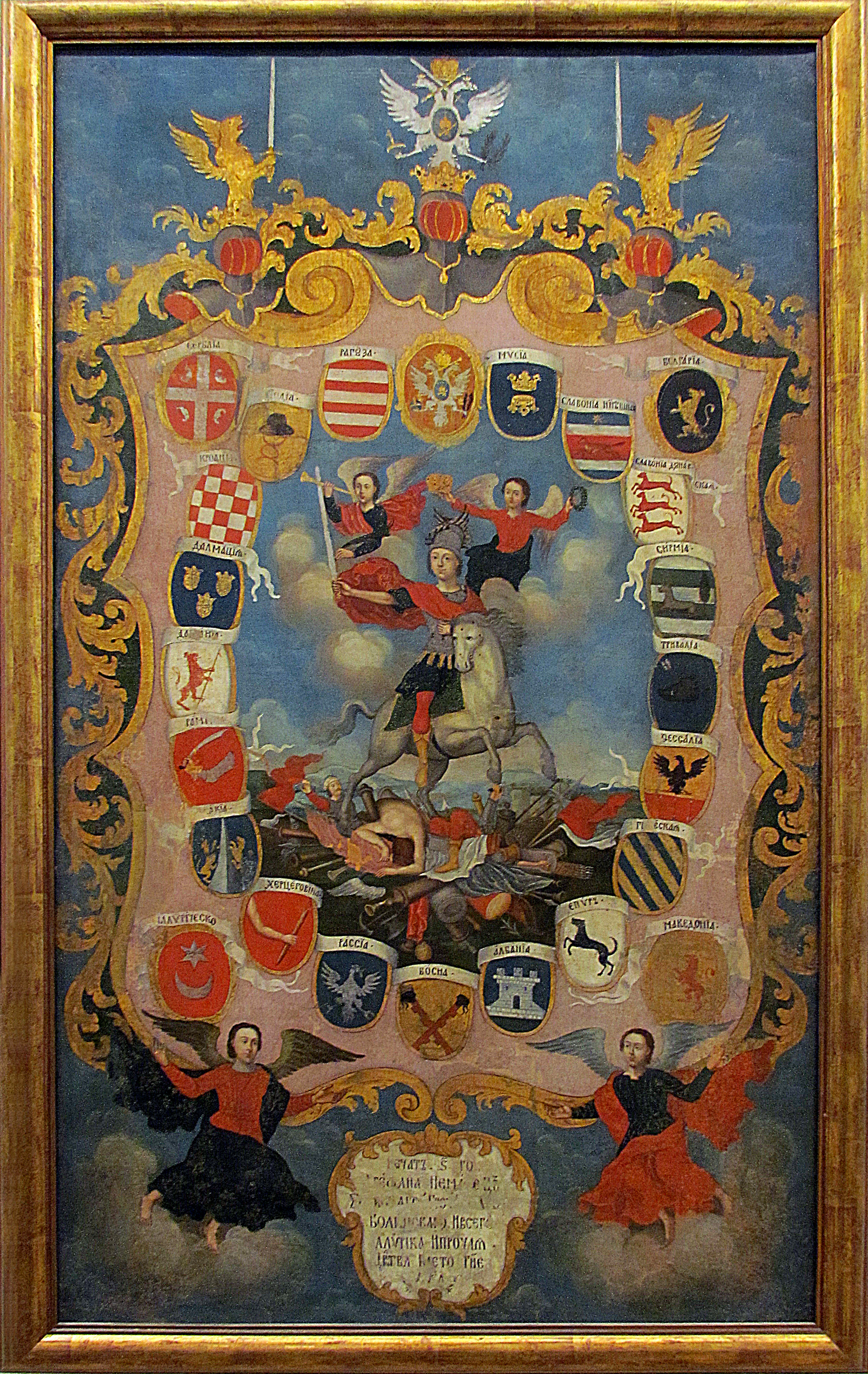
Портрет Стефана Душана с гербами сербских земель (Сербия, Хорватия, Дубровник (Рагуза)), Герцеговина, Рашка, Босния, Албания, Македония, Эпир, Фессалия, Срем (Сирмия), Славония, Болгария и др.), Иов Василевич, ок. 1750 г.

### Укрепление власти
Получив в свои руки власть, Стефан приступил к укреплению своего положения. Помимо поддержки Сербской православной церкви (и лично архиепископов — сначала Данила II, а позже его преемника Иоанникия), Душан получил ощутимую помощь от приморских городов (в частности, от Котора). Благодаря этому, уже к 1332 году мятеж зетской знати был подавлен, а над самой Зетой — очагом неоднократных мятежей — был усилен королевский контроль. В итоге Зета, видимо, лишилась своего особого положения и перестала выделяться в качестве удела наследника престола; наследник Душана, Урош, упоминается источниками лишь в южных, македонских землях. Решительные действия Душана в отношении выступления Богоя, конечно, на время сняли остроту противоречий, однако полностью решить проблему сепаратизма Зеты ему не удалось.

### Структура управления государством

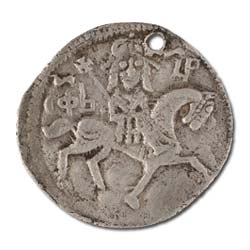
Монета Стефана Душана

Переход под власть Стефана Душана огромных территорий, очень разных по своему развитию, укладу, населённых различными народами, поставил перед новоиспечённым царём серьёзную проблему объединения земель. Выход был найден в разделении страны на две, видимо, равноправные, части. При этом северная, населённая преимущественно сербами, часть, продолжала управляться традиционными методами сербских королей, «по сербским обычаям». Во главе её встал сын Душана, Урош, получивший королевский титул. Сам же Стефан управлял «Романией» — новозавоёванными землями, в основном с греческим населением, «в соответствии с общепринятым ромейским образом жизни». Подобное разделение нашло своё отражение и в титуле монарха: так, на монеты помещалась надпись «rex Rasie, imperator Romanie» — король Сербии («Рашки») и император Византии (Романии).
Вместе с тем, царский двор оставался единым для всей новосозданной империи. Устроен он был по византийскому образцу: элита получила характерные для Византии титулы (деспот, севастократор); высшие государственные должности стали именоваться на греческий лад. По византийским канонам оформлялись также документы царской канцелярии (простагмы, хрисовулы), однако, как правило, на сербском языке (впрочем, для завоёванных территорий — также и по-гречески).
Практика разделения земель вообще была характерна для Сербского королевства: её применял ещё дед Душана, Милутин, хотя в меньших масштабах.
Примерно с 1347 года во внутренней политике Стефана Душана начинает проявляться иная тенденция — унификация государственного управления. Даже в тех областях, что уже давно не входили в состав Византии, начинают вводиться властные структуры по византийскому образцу: наместник императора («кефалия» — «голова») осуществлял суд и управление на подведомственной ему территории с центром в городе, служившем ему резиденцией. И хотя в данном случае нельзя сказать, что Душан был полностью оригинален в своих действиях (система «кефалий» в ограниченных масштабах существовала ещё при деде Душана, Милутине), введение этих структур на всей территории государства было явным новшеством.
При этом местная знать завоёванных византийских территорий широко привлекалась к управлению страной; её земли и права, по-видимому, сохранялись в неприкосновенности, а сами представители знати занимали высшие должности.

### Введение «Законника»
Крайне важным шагом в развитии государственной системы Душанова царства стала кодификация законодательства. Ещё ранее на сербский язык был переведен целый ряд византийских законов — в частности, Номоканон («Святосавская кормчая» — сборник церковных правовых норм), Прохирон («Закон городской» — сборник гражданских, уголовных, и отчасти церковных и судебных норм).

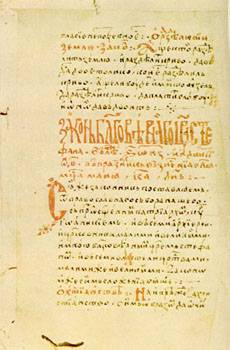
Страница из «Законника» Стефана Душана

21 мая 1349 года на Соборе в Скопье был оглашён совершенно новый свод законов — «Законник Стефана Душана» (в 1354 году его текст был дополнен). Основное внимание уделялось делам церкви, уголовному праву и поддержанию общественного порядка; имущественные дела (регулируемые обычным правом) подверглись регламентации значительно меньше. Интересно, что кодекс признавал обязанность соблюдать «закон» и «правду» в том числе и за императором .
Помимо кодификации обычного права, «Законник» содержит ряд положений византийского происхождения, представляя собой попытку унификации законодательства для преодоления разрыва между сербской (основанной на обычаях) и византийской правовыми системами. Так, новый сборник законов содержал, например, такие восходящие к сербскому обычному праву нормы, как сословный суд присяжных или коллективная ответственность жупы или села. Одновременно с этим в кодексе была зафиксирована необходимость письменного приговора суда, а сам судебный процесс был унифицирован — что, наряду с новой системой наказаний, являлось явным заимствованием из Византии.
Создание «Законника» являлось, впрочем, лишь частью более широкого процесса унификации законодательства. Новый кодекс вошёл составной частью в созданный по приказу Стефана Душана сборник законов, в который вошли также переведённые на сербский «Закон Юстиниана» (компиляция норм византийского права), и сокращённая версия Синтагмы Матфея Властаря (сборник канонических церковных правил).

### Церковная политика

Афонский монастырь Хиландар

В царствование Стефана Душана произошло значительное усиление и повышение статуса Сербской церкви (Печской архиепископии). На соборе в Скопье в начале 1346 года, без согласия Константинополя, архиепископ Иоанникий II был избран патриархом Сербским. Продолжавшийся перевод византийского законодательства (в котором изначально предполагалась высокая роль церкви), а также поддержка властей значительно укрепили позиции новосозданной патриархии.
Благодаря завоеваниям Душана в юрисдикцию Сербской церкви вошли Афон и некоторые греческие епархии, бывше в юрисдикции Константинопольского патриарха, вследствие чего Вселенский патриарх Каллист I, возведённый на патриарший престол по предложению императора Иоанна VI Кантакузина, в 1350 году наложил анафему на Душана, на Иоанникия и на весь клир Сербской церкви (анафема была снята в 1375). Собор, созванный Стефаном в Серрах в 1347 году, постановил, чтобы на место греческих епископов епархий на захваченных сербами территориях были поставлены епископы-славяне.
Душан оказывал покровительство святогорским монастырям. В 1347—1348 годах император с семьёй даже провёл несколько месяцев на Святой горе, посещая и одаривая различные монастыри. При этом резко выросло значение сербского монастыря Хиландар, а на ряд важных должностей в других монастырях были назначены сербские монахи.
Щедро одаривал Стефан церкви и монастыри и в других частях своего государства. В их владении находились значительные земли, огромное количество сёл; сами монастыри пользовались иммунитетом. Заметным было и строительство новых церковных зданий: так, по примеру своих предков, ещё будучи королём, Стефан отдал приказ о начале строительства своей задужбины, монастыря Святых Архангелов (близ Призрена). В 1347 году монастырь был освящён; в ряде текстов восхваляются «призренской церкви полы». Политические устремления Душана находили отражение в иконографических программах росписей приделов монастырских храмов . 
Покровительство православной церкви хорошо заметно в юридических актах Душана: так, помимо памятников чисто церковного законодательства, большое внимание церкви уделяет и «Законник». Первые 38 его статей, собственно, регулируют эту сферу. Наиболее важными нормами при этом являются: обязательность церковного брака, запрет на переход в католичество (что было весьма актуально для состоявшей из множества частей империи), регулирование отношений между хозяином села и священником, а также иммунитет владений церкви.

## Итоги правления

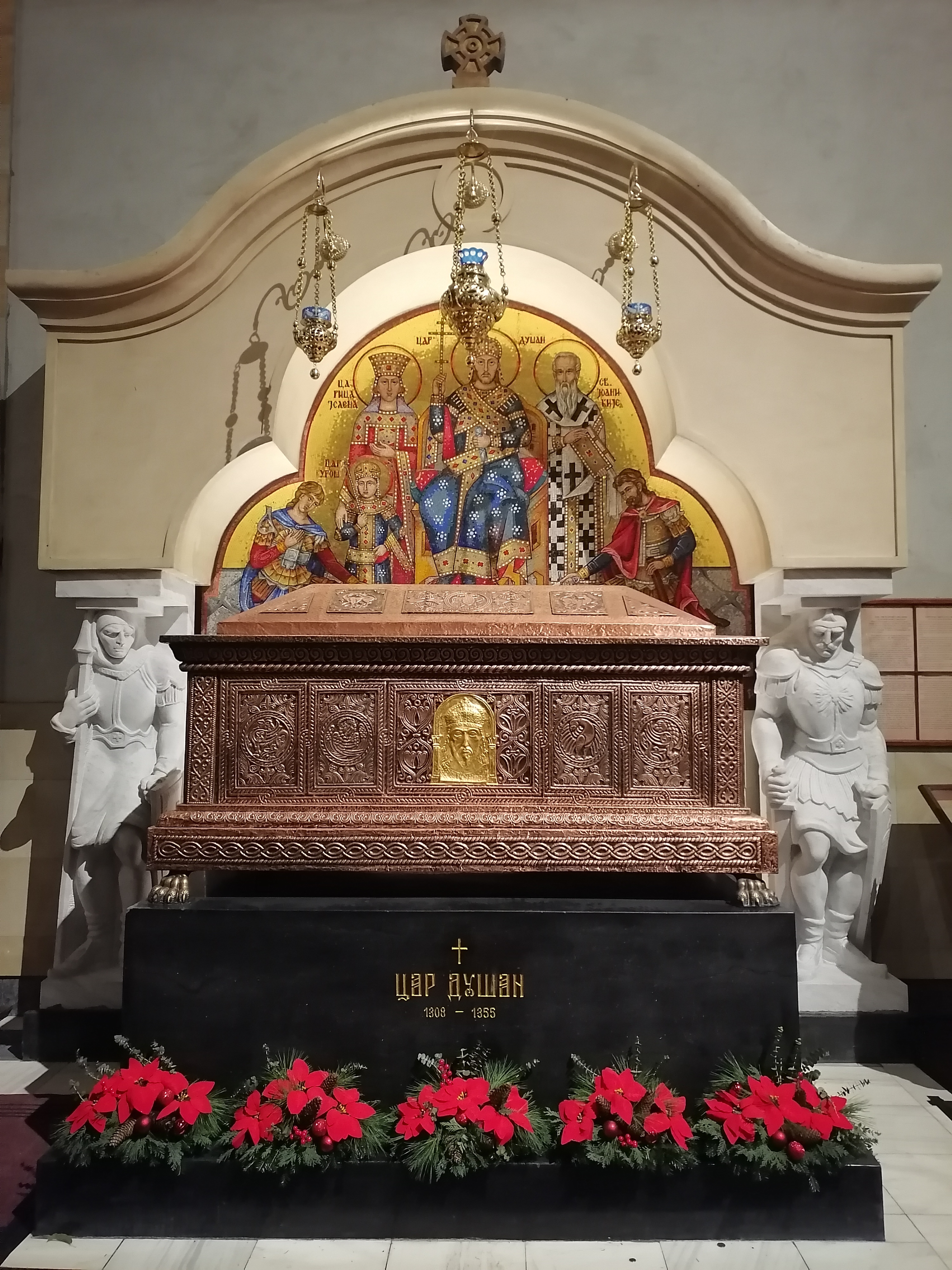
Саркофаг Стефана Душана в церкви святого Марка в Белграде

Стефан Душан неожиданно умер 20 декабря 1355 года, во время пребывания на недавно завоеванных византийских областях,не прожив и пятидесяти лет. Первоначально он был похоронен в своей задужбине, монастыре Святых Архангелов близ Призрена; в 1615 году церковь была разрушена османами. В 1927 году в ходе археологических раскопок на месте монастыря гробница Стефана Душана была обнаружена, а прах царя был перенесён в Церковь Святого Марка в Белграде.
За годы правления Стефану Душану удалось создать огромное государство. После войн с Византией и Венгрией в него вошли Македония, Эпир, Фессалия, часть Фракии — то есть, помимо земель населённых славянами, также греческие и албанские территории. Вместе с тем, целый ряд областей, населённых сербами (преимущественно на венгерской и боснийской границах) остался вне пределов Душанова царства. При Душане усилилось византийское культурное влияние: при дворе был введён византийский церемониал, начали использовать византийские титулы. Отсутствие экономического и культурного единства, сохранившаяся роль местной знати в управлении недавно завоёванными территориями — всё это создавало предпосылки для развала страны.
Сербское царство, созданное усилиями Стефана Душана, ненамного пережило своего основателя; уже в 1356 году в стране разгорелась первая междоусобица: сводный брат Душана, правитель Эпира Симеон Синиша, провозгласил себя царём и попытался свергнуть нового императора. Вслед за этим последовало отпадение Албании и Фессалии, практически независимой стала Македония (один из её правителей, Вукашин Мрнявчевич, в 1365 году принял титул короля). Даже в собственно сербских землях процесс распада шёл с полной силой и власть сосредоточивалась в руках местных вельмож: в районе Косова поля реальной властью обладал князь Воислав Войнович, в центральной Сербии — князь Лазарь Хребелянович, в районе Ужице, Рудника и Подринья — Никола Альтоманович; подняла голову и знать Зеты — здесь утвердились трое братьев Балшичей, с 1366 года переставшие подчиняться Стефану Урошу V даже номинально. Таким образом, за относительно краткий срок на месте единого государства, распавшегося, по выражению Иоанна Кантакузина, «на тысячу кусков», появилось множество крупных и мелких владений.

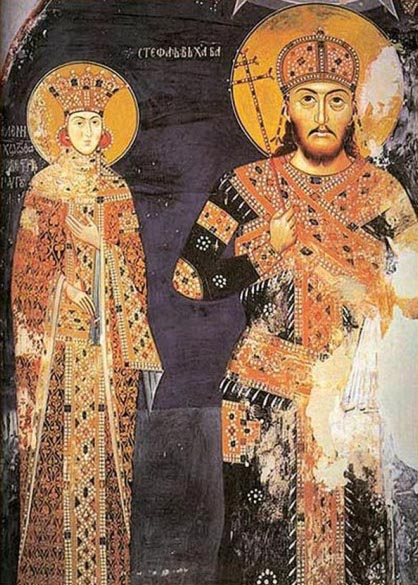
Стефан Душан с супругой — Еленой Болгарской

Превращение Сербии на недолгий срок в ключевое государство Балкан (и по контрасту с дальнейшей её трагической историей), противоречивая фигура основателя Сербского царства оставили след в народной памяти. Стефан Душан неоднократно упоминается в сербских героических песнях, в одной из них от его лица заявляется:
Обуздал я воевод строптивых,
Подчинил их власти нашей царской.
Но не забыто было и отцеубийство Душана. В отличие от некоторых других представителей династии Неманичей, первый сербский царь не был канонизирован сербской церковью.

## Семья
Стефан Душан был женат на сестре болгарского царя Ивана Александра, Елене, дочери деспота Крына Срацимира и его супруги, Керацы Петрицы, сестры болгарского царя Михаила Шишмана. Свадьба состоялась 19 апреля 1332 года; брак имел важное политическое значение, обеспечивая дружеские отношения с Болгарией. Первые несколько лет брака не принесли наследника; в 1336 году Стефан Душан начал поиск новой невесты. В качестве наиболее подходящей кандидатуры была выбрана Елизавета, дочь австрийского герцога Фридриха Красивого. Однако переговоры оказались не нужны: Елена Болгарская наконец забеременела, и 1 сентября 1336 года в семье Душана родился долгожданный наследник — Стефан. Также от этого брака у него родились две дочери, одну из которых звали Ириной.
После смерти Стефана Душана в декабре 1355 года Елена Болгарская до 1356 года была регентшей государства; в 1359 году она постриглась в монахини под именем Елизаветы, однако сохранила немалое влияние на государственные дела.
Сын и наследник Стефана Душана, Стефан Урош V (прозванный, в противовес Душану, «Слабым», серб. Нејаки), стал последним царём Сербии. После его смерти в 1371 году единое Сербское государство окончательно распалось на ряд мелких владений. Вместе с Урошем угасла главная ветвь «святородной династии». Поколение соратников и родственников Душана сошло с исторической сцены, новая же аристократия узаконила свой приход к власти не царскими указами и дарованными царем титулами, а тем, что настаивала на происхождении от «святого корня».